# 大阪工業大学短期大学部
大阪工業大学短期大学部（おおさかこうぎょうだいがくたんきだいがくぶ、英語: Osaka Institute of Technology Junior College）は、大阪府大阪市旭区大宮5-16-1に本部を置いていた日本の私立大学である。1950年に設置され、2007年に廃止された。大学の略称は大工大短大部。

## 概要

### 大学全体
- 大阪府大阪市旭区に所在した日本の私立短期大学で、設置主体は学校法人大阪工大摂南大学[1]。
- 国内で最初に認可された短期大学149校[注 1]の1校として、1950年に財団法人摂南学園を母体に3学科体制で開学した[2]。
- 1965年度より夜学に転換、増設もあり4つの学科を擁していた。
- 2004年度の入学生を最後に[注釈 2]、短期大学としての使命を終える[3]。

### 教育および研究
- 様々な各種制度・コースがあり、主たるものとして以下のものがあげられる。
- 編入学対策
  - 編入学に向けて学力強化を図るためのコース。履修科目と特別講義が存在する。履修科目はF II・F I時限という通常の授業の開始時間（18:00）より早い時間（14:00）から行われていた。なお、この時限に必修科目が入ることはないため、履修せずとも卒業することが可能だった。特別講義は春と夏の休業期間中に行われる。特別講義を受講するには別途授業料が必要であり、なおかつ単位加算の対象外だった。
- 情報処理教育
  - 情報処理能力を強化するためのコース。ワープロや表計算の使い方といった通常の使用はもちろん、プログラミングやサーバーの構築方法など通常の使用域を越えた利用技術が習得できる講座も用意されていた。なお、後者はF時限にて行われていた。
- 専門コース
  - 興味のある専門領域をより深めるためのコース。2年次に上がる際どれか一つコースを選ばなければならないが、自分のコース以外の科目を履修することも可能だった。
- 資格取得講座
- 長期履修学生制度
  - 学生個人個人のライフスタイルに合わせて修業年限（通常は2年）を延長し、学費を分納することができる制度。事前の申請が必要で留年対象者は利用できないシステムとなっていた。

### 学風および特色
- 短大設立当初、高卒者の進路の大半が就職であり、進学する者は少なかった。そのため短期間で技術、資格、能力を身につけられることを前面に出し、高卒や社会人などが多数入学していた。
- 「学生・教員交流会」「短大スポーツ大会」「もちつき大会」が行われていた。これらは学生による「短大祭実行委員会」の企画のもとで年3回（4月頃・10月頃・12月頃）実施されていた。
- 中国建設技術研究生の受入れを1980年より実施していた。

## 沿革
- 1949年
  - 10月 文部省[注釈 3]に短期大学[注 2]の設置認可に関する申請を行う[注 3]。なお、学科・専攻は以下の通りとなっている[注 4]。
    - 土木科 
      - 第一部 入学定員80名
      - 第二部 入学定員80名

    - 建築科
      - 第一部 入学定員80名
      - 第二部 入学定員80名

    - 電気科
      - 第一部 入学定員80名
      - 第二部 入学定員80名

    - 機械科 
      - 第一部 入学定員80名
      - 第二部 入学定員80名
- 1950年
  - 3月14日 左記を以て短期大学の設置が文部省[注釈 3]より認可される[注 5]。
  - 4月1日 左記を以て大阪工業大学短期大学部が以下の学科体制にて開学する[注 6]。
    - 土木科 
      - 第一部 入学定員80名→40名
      - 第二部 入学定員80名

    - 建築科
      - 第一部 入学定員80名→40名
      - 第二部 入学定員80名

    - 電気科
      - 第一部 入学定員80名→40名
      - 第二部 入学定員80名

    - 機械科
      - 第一部 入学定員80名
      - 第二部 入学定員80名
- 1951年
  - 3月1日 学校法人が成立する[15]。
- 1954年
  - 4月1日 以下の学科を増設する[16]。
    - 機械科 入学定員40名
- 1954年
  - 5月1日 学生数[17]/定員
    - 土木科 61[注釈 4]/80
    - 建築科 35[注釈 4]/80
    - 機械科 26[注釈 4]/80
    - 電気科 47[注釈 4]/80
- 1963年
  - 5月1日 学生数[18]/定員
    - 土木科 10[注釈 4]/80
    - 建築科 21[注釈 4]/80
    - 機械科 9[注釈 4]/80
    - 電気科 2[注釈 4]/80
- 1964年
  - 4月1日 この年度の入学生より既存の学科を以下の通り改組する[注 7]。
    - 土木科第一部 入学定員40名→第二部 入学定員25名[注釈 5]
    - 建築科第一部 入学定員40名→第二部 入学定員25名[注釈 5]
    - 電気科第一部 入学定員40名→第二部 入学定員25名[注釈 5]
    - 機械科第一部 入学定員40名→第二部 入学定員25名[注釈 5]

  - 5月1日 学生数[22]/定員
    - 土木科第二部 33[注釈 4]/25
    - 建築科第二部 41[注釈 6]/25
    - 機械科第二部 37[注釈 4]/25
    - 電気科第二部 40[注釈 4]/25
- 1965年
  - 3月31日 以下の学科・専攻については左記をもって正式に廃止とする[注 8]
    - 土木科第一部
    - 建築科第一部
    - 電気科第一部
    - 機械科第一部
- 1971年
  - 4月1日 学科名を以下の通り改称する[注 9]
    - 土木科第二部→土木工学科第二部
    - 建築科第二部→建築学科第二部
    - 電気科第二部→電気工学科第二部
    - 機械科第二部→機械工学科第二部
- 1976年
  - 4月1日 以下、入学定員増あり[注 10]。
    - 土木工学科第二部 25→120
    - 建築学科第二部 25→110
    - 電気工学科第二部 25→60
    - 機械工学科第二部 25→60

  - 5月1日 学生数[30]/定員
    - 土木工学科第二部 593[注 11]/145
    - 建築学科第二部 657[注 12]/135
    - 電気工学科第二部 209[注釈 4]/85
    - 機械工学科第二部 173[注釈 4]/85
- 1985年
  - 5月1日 学生数[31]/定員
    - 土木工学科第二部 338[注釈 4]/240
    - 建築学科第二部 360[注 13]/220
    - 電気工学科第二部 276[注釈 7]/120
    - 機械工学科第二部 257[注釈 4]/120
- 1986年
  - 4月1日 以下、入学定員増あり[注 14]。
    - 電気工学科第二部 60→100
    - 機械工学科第二部 60→100

  - 5月1日 学生数[36]/定員
    - 土木工学科第二部 301[注釈 4]/240
    - 建築学科第二部 368[注 15]/220
    - 電気工学科第二部 320[注釈 8]/160
    - 機械工学科第二部 255[注釈 6]/160
- 1987年
  - 5月1日 学生数[37]/定員
    - 土木工学科第二部 277[注釈 4]/240
    - 建築学科第二部 383[注 16]/220
    - 電気工学科第二部 288[注釈 8]/200
    - 機械工学科第二部 232[注釈 6]/200
- 1992年
  - 5月1日 学生数[注 17]/定員
    - 土木工学科第二部 300[注 18]/240
    - 建築学科第二部 334[注 19]/220
    - 電気工学科第二部 258[注 20]/200
    - 機械工学科第二部 265[注 21]/200
- 1999年
  - 5月1日 学生数[40]/定員
    - 土木工学科第二部 209[注 22]/240
    - 建築学科第二部 300[注 23]/220
    - 電気工学科第二部 177[注釈 6]/200
    - 機械工学科第二部 148[注釈 7]/200
- 2000年
  - 4月1日 4月1日 以下、入学定員減あり[注 24]。
    - 電気工学科第二部 100→60
    - 機械工学科第二部 100→60
- 2001年
  - 4月1日 以下、入学定員の変更あり[44]。
    - 土木工学科第二部 120→90
    - 建築学科第二部 110→140
- 2004年
  - 4月1日 この年度で短期大学としての学生募集を最終とする[注釈 2]。
- 2007年
  - 1月11日 左記をもって正式に廃止となる[3]。

## 基礎データ

### 所在地
- 大阪府大阪市旭区大宮5-16-1[注釈 1]

### 象徴
- 大阪工業大学短期大学部のカレッジマークは右記資料を参照のこと[45]

## 教育および研究

### 組織

#### 学科
- 建築学科 入学定員149名[注釈 9]
- 土木工学科 入学定員90名[注釈 9]
- 電気工学科 入学定員60名[注釈 9]
- 機械工学科 入学定員60名[注釈 9]

#### 専攻科
- なし

#### 別科
- なし

#### 取得資格について
資格
- 測量士補：土木工学科

受験資格
- 二級建築士：建築学科
- 消防設備士
  - 電気工学科
  - 機械工学科
- 電気主任技術者（要実務経験）：電気工学科
- 中学校教諭二種免許状（技術）[注 25]。
  - 建築学科
  - 土木工学科
  - 電気工学科
  - 機械工学科

### 研究
- 『日本人の意識伝統と絵画』[51]ほか

## 学生生活

### 部活動・クラブ活動・サークル活動
- 夜間課程ではあるが、教職員や他学生との交流のためにいくつかのクラブ、サークルが存在していた。
  - 短大祭実行委員会
  - 建築研究部
  - 電子クラブ
  - 柔道部
  - ランニングクラブ
  - バスケットボール同好会
  - 短大ボランティアサークル
- また、隣接している大阪工業大学のクラブに参加することも可能だった。

### スポーツ
- 柔道部がとりわけ盛んであり、1986年に行われた第30回西日本二部柔道学生柔道大会において、個人戦重量級で優勝、団体戦で第3位になるなどの戦績を残している。

## 大学関係者と組織

### 大学関係者組織
- 大阪工業大学短期大学部の同窓会は「大阪工業大学」となっている。

## 施設

### キャンパス
- 大阪工業大学の大宮キャンパス、大阪工業大学高等学校と少し離れてはいたが、同じ並びにあった。図書館など大阪工業大学の施設を利用することができ、学舎は4階まであり、上層階は大阪工業大学のクラブ棟としても使われていた。

### 寮
- 特になし。

## 対外関係

### 系列校
- 大阪工業大学
- 摂南大学
- 広島国際大学
- 常翔学園中学校・高等学校
- 常翔啓光学園中学校・高等学校

## 卒業後の進路について

### 編入学・進学実績
- 系列の大阪工業大学・摂南大学以外では以下の実績一例が挙げられる。
  - 建築学科：福井大学・大分大学ほか
  - 土木工学科：立命館大学ほか
  - 電気工学科：高知工科大学ほか。
  - 機械工学科：京都工芸繊維大学ほか

## 関連サイト
- 大阪工業大学沿革
- 大阪工業大学短期大学部[注 26]